# غوران بنغتسون
غورَان بنغتسون (بالسويدية: Göran Bengtsson)‏ (19 مايو 1956 - ) هو لاعب كرة يد السويد. شارك في الألعاب الأولمبية الصيفية 1984. ولعب مع نادي دروت لكرة اليد.

## وصلات خارجية
- غوران بنغتسون على موقع أوليمبيديا (الإنجليزية)
- غوران بنغتسون على موقع اللجنة الأولمبية السويدية (السويدية)